# Isi/Disi. Amor a lo bestia
Isi/Disi. Amor a lo bestia és una pel·lícula dirigida eor Chema de la Peña, es va estrenar el 2004.

## Argument
Isi i Disi, que ni són germans ni es diuen així, van néixer i es van criar a Leganés. Els seus àlies venen de la seva desbocada passió pel grup AC/DC, que, segons han sentit sempre, en anglès es pronuncia "isidisi".
Encara que passa ja dels trenta, Isi segueix vivint amb el seu pare, Eugenio, un veterà heavy que té un bar igual de heavy que ell: La Campana de l'Infern. La vida de la Isi transcorre plàcidament entre ajudarn el seu pare amb les escopinyes, especialitat de la casa, i assajar amb el seu grup, Ratamuerta, amb Disi i amb els seus companys el Pota i la Kuki.
Un dia, fent el repartiment setmanal d'escopinyes al bar de la universitat de Leganés, Isi pateix un canvi radical en trobar allà a l'amor de la seva vida. Vane és maca, simpàtica, la noia perfecta. Isi s'ha enamorat.
Des d'aquest moment, el seu únic objectiu serà conquerir el cor de Vane, derrocant tots els obstacles que els separen, amb el seu amic inseparable Disi. No obstant això, l'objectiu no serà gens fàcil i els dos amics es veuran ficats en més d'un embolic.
En el seu afany de conquistar-la, Isi li assegura a Vane que és íntim amic de Joaquín Sabina, ídol de la noia. Vane li assegura que faria "qualsevol cosa" per conèixer. Isi no li queda més remei que renunciar als seus principis més "jevis" i aconseguir que es faci realitat el somni de la seva noia costi el que costi.

## Repartiment
| Actor                  | Paper            |
| ---------------------- | ---------------- |
| Santiago Segura        | Isi              |
| Florentino Fernández   | Disi             |
| Jaydy Michell          | Vane             |
| Ana Risueño            | Debo             |
| Miguel Ángel Rodríguez | Pota             |
| Manolo de la Vega      | Eugenio          |
| José Luis Coll         | Chinchón         |
| Gran Wyoming           | Metge            |
| Máximo Valverde        | Emilio           |
| Miriam Díaz Aroca      | Eva              |
| Ruth Zanón             | Kuki             |
| Elia Galera            | Sargento Sánchez |
| Eduardo Gómez          | Agente Pitu      |
| Miki Nadal             | Lucas            |
| Mono Burgos            | Mono Burgos      |
| Martín Czehwester      | Manu             |
| Fernando Chinarro      | Sr. Puga         |
| Palmira Santiago       | Sra. Puga        |
| Joaquín Sabina         | Joaquín Sabina   |

## Saga
- Isi & Disi, alto voltaje (2006)